# Tana bru (by)
70°11′46″N 28°11′7″Ø / 70.19611°N 28.18528°Ø
 For alternative betydninger, se Tana bru. (Se også artikler, som begynder med Tana bru)
Tana bru (samisk: Deanu šaldi) er et byområde og administrationscenteret i Tana kommune i Troms og Finnmark fylke i Norge. Stedet ligger på vestsiden af floden Tanaelv, ved broen af samme navn. Byen har 565 indbyggere per 1. januar 2009.